# Karl Theodor Robert Luther
Karl Theodor Robert Luther (Świdnica, Polònia), 16 d'abril de 1822 - Düsseldorf, Alemanya, 15 de febrer de 1900) fou un astrònom alemany d'origen polonès.
Estudia la filosofia, les matemàtiques i l'astronomia a Breslau i Berlín. Treballa a partir de 1848 a l'observatori de Düsseldorf del qual es fa el director el 1851. El 1855 és anomenat Dr. honoris causa de la universitat de Bonn.
Mentre va treballar a Düsseldorf descobrí 24 petits planetes entre 1852 i 1890. Dos d'aquests asteroides són ara coneguts per tenir propietats inhabituals : (90) Antiope és un asteroide binari i (288) Glauke posseeix un dels períodes de rotació les més llargs dels objectes que componen el sistema solar.
L'asteroide (1303) Luthera i un cràter sobre la Lluna porten el seu nom.